# Watthodina

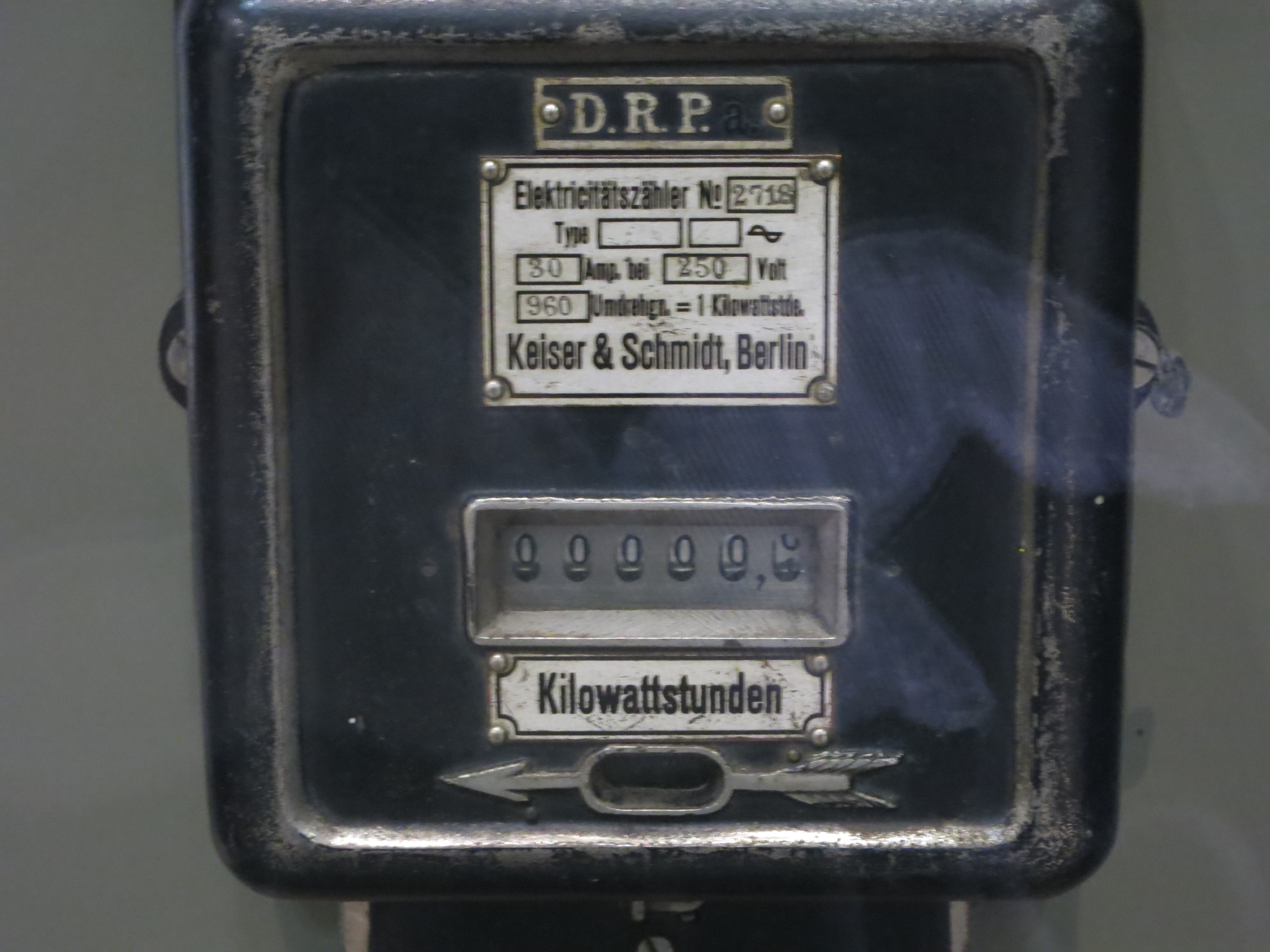
Wattmetr zobrazující watthodiny

Watthodina (značka Wh) je jednotka energie. V praxi se nejčastěji používá její násobek kilowatthodina, kWh (1000 watthodin) pro měření spotřeby elektřiny.
Watthodina nepatří do soustavy SI, přestože je odvozena od jednotky watt. Jednotkou energie se v soustavě SI stala jednotka joule, která odpovídá jedné wattsekundě.
Jedna watthodina odpovídá práci stroje s příkonem jeden watt po dobu jedné hodiny, neboli 3600 joulům. Kilowatthodina je tedy rovna 3 600 000 joulům, neboli 3,6 megajoulům.
Za 1 spotřebovanou kilowatthodinu elektrické energie v roce 2022 zaplatila česká domácnost v průměru 6 až 8 Kč, pokud elektřinou netopila, ani neohřívala vodu.

## Násobky
V praxi se velmi často používají násobky a díly této jednotky, např.:
- kWh – kilowatthodina (103 Wh)
- MWh – megawatthodina (106 Wh)
- GWh – gigawatthodina (109 Wh)
- TWh – terawatthodina (1012 Wh)